# Ángel Guerra Porro
Ángel Guerra Porro (Holguín, Oriente, Cuba, 28 de enero de 1842 - Algarrobo, Matanzas, Cuba, 9 de marzo de 1896) fue un militar y patriota cubano del siglo XIX. Combatió en las tres guerras de independencia cubanas (1868-1898).

## Orígenes
Ángel Guerra Porro nació en la región de Holguín, en el Oriente de Cuba, el 28 de enero de 1842. De familia humilde, hijo de Gregorio Guerra y María de Jesús Porro, no le fue posible estudiar mucho en su niñez y adolescencia. De joven, se dedicó al humilde oficio de tabaquero.

## Guerra de los Diez Años
Al estallar la Guerra de los Diez Años (1868-1878), el joven Ángel Guerra Porro se levantó en armas el 14 de octubre de 1868, bajo las órdenes de Julio Grave de Peralta. Guerra combatió bajo as órdenes de los hermanos Julio y Belisario Grave de Peralta, Máximo Gómez, Calixto García y Antonio Maceo.
Participó en la Sedición de Lagunas de Varona, el 26 de abril de 1875 y apoyó la creación del Cantón Independiente de Holguín, acogiéndose pocos meses después al Pacto del Zanjón, firmado el 10 de febrero de 1878, que puso fin a la guerra.
Tras el fin de la guerra, se radicó en el poblado de Velasco, estableciendo una tabaquería. Desde su lugar de residencia, continuó conspirando junto a otros veteranos de la guerra.

## Guerra Chiquita
Durante la Guerra Chiquita (1879-1880), Guerra se levantó en armas en su natal Holguín, el 27 de agosto de 1879, llevando los grados de Coronel. Tras varias acciones militares, junto al también Coronel Luis de Feria, Guerra deepuso las armas, el 23 de diciembre de 1879, pues la guerra había fracasado.
A inicios de la década de 1880, se exilió en Honduras y en República Dominicana. En este último país, Guerra se unió al Generalísimo Máximo Gómez.

## Guerra Necesaria y fallecimiento
Una vez iniciada la Guerra Necesaria (1895-1898), Guerra desembarcó junto a José Martí, Máximo Gómez, Paquito Borrero, César Salas y Marcos del Rosario por Playita de Cajobabo, el 11 de abril de 1895, cerca de Baracoa. El 7 de mayo de 1895 se separó de Martí y Gómez para tomar el mando de la Brigada de Holguín.
Combatió duramente en el año 1895 y, a finales de dicho año, se unióa la Invasión a Occidente. Ya en 1896 y una vez divididas las fuerzas de Gómez y Maceo, Guerra permaneció junto a Gómez.
El brigadier Ángel Guerra Porro murió en combate en la colonia "Algarrobo", Matanzas, cerca del Ingenio "Santa Rita", el día 9 de marzo de 1896. Tenía al morir 54 años de edad.